# Richard Edgcumbe (2e comte de Mount Edgcumbe)
Richard Edgcumbe, 2e comte de Mount Edgcumbe (13 septembre 1764 - 26 septembre 1839) est un homme politique, écrivain et pair britannique.

## Biographie

### Vie privée
Il est le fils de George Edgcumbe, 1er comte de Mount Edgcumbe, et d'Emma Gilbert, fille de l'archevêque John Gilbert.
Dans les années 1770, il se trouve à Florence, où Johan Joseph Zoffany l'inclut dans un tableau intitulé La Tribune des Offices commandé par la reine. Edgcumbe est l’une des plus jeunes figures regardant par-dessus l’épaule de Charles Loraine Smith et dans un groupe qui admire un tableau à gauche du tableau.
Il est titré vicomte Valletort entre 1789 et 1795.

### Vie publique

#### Carrière politique
Il est élu au Parlement pour Fowey en 1786. Lors des élections de juin 1790, la circonscription obtient un double résultat, Edgcumbe et un autre candidat sont déclarés élus en mars 1791. En juin 1790, il est également élu pour Lostwithiel, mais choisit de représenter Fowey. En 1795, il succède à son père dans le comté et entre à la Chambre des lords.
Il sert sous les ordres du William Cavendish-Bentinck, 3e duc de Portland et de Spencer Perceval en tant que capitaine de l'honorable compagnie des gentlemens retraités entre 1808 et 1812. En 1808, il est admis au Conseil privé. La même année, il est élu membre de la Royal Society.
Il est également lord-lieutenant de Cornouailles et vice-amiral de Cournouailles entre 1795 (succédant à son père) et 1839.

#### Écrivain de musique
Il est l'auteur de Réminiscences musicales du comte de Mount Edgcumbe, contenant une liste des opéras entendus de 1773 à 1823. Ce livre est souvent cité par des musicologues s'intéressant à l'histoire de l'opéra de Mozart à Rossini.

## Famille
Il épouse, le 21 février 1789, Sophia Hobart (1768-1806), fille de John Hobart, 2e comte de Buckinghamshire et de Mary Ann Drury. Ils ont cinq enfants.
- Emma Sophia Edgcumbe (28 juillet 1791 - 28 janvier 1872) épouse John Cust, 1er comte Brownlow (19 août 1779 - 15 septembre 1853), dont descendance ;
- Caroline Anne Edgcumbe (1792 - 10 avril 1824) épouse Ranald MacDonald, 20e chef du Clan Macdonald de Clanranald (29 août 1788 - 11 mars 1873), dont descendance ;
- William Richard Edgcumbe, vicomte de Valletort (19 novembre 1794 - 29 octobre 1818), célibataire, sans enfants ;
- Ernest Edgcumbe, 3e comte de Mount Edgcumbe (23 mars 1797 - 3 septembre 1861) épouse Carolina Augusta Feilding (1808 - 2 novembre 1881), dont descendance ;
- George Edgcumbe (23 juin 1800 - 18 février 1882) épouse Fanny Lucy Shelley,(2 février 1811 - 11 mai 1899), dont descendance.